# Municipio de South Fork (condado de Delaware)
South Fork Township es una subdivisión territorial del condado de Delaware, Iowa, Estados Unidos. Según el censo de 2020, tiene una población de 1031 habitantes.
Es una subdivisión exclusivamente geográfica, por cuanto el estado de Iowa no utiliza la herramienta de los townships como municipios.

## Geografía
Está ubicada en las coordenadas 42°20′22″N 91°11′54″O / 42.33944, -91.19833. Según la Oficina del Censo, tiene una superficie de 108.28 km², correspondientes en su totalidad a tierra firme.

## Demografía
Según el censo de 2020, hay 1031 personas residiendo en la zona. La densidad de población es de 9.52 hab./km². El 95.05 % de los habitantes son blancos, el 1.07 % son afroamericanos, el 0.48 % son amerindios, el 0.29 % son asiáticos, el 0.19 % son de otras razas y el 2.91 % son de una mezcla de razas. Del total de la población, el 1.65 % son hispanos o latinos de cualquier raza.